# Ludwig von Löfftz

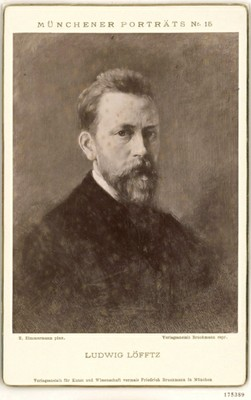
Ludwig von Löfftz

Ludwig von Löfftz, eigentlich Ludwig Löfftz,  (* 21. Juni 1845 in Darmstadt; † 3. Dezember 1910 in München) war ein deutscher Radierer, Genre- und Landschaftsmaler, sowie Professor der „Komponier- und technischen Malklasse“ an der Akademie der Bildenden Künste in München und von 1881 bis 1899 Direktor der Akademie. Er wurde 1887 geadelt und durfte sich Ludwig Ritter von Löfftz nennen.

## Leben
Löfftz lernte ab 1862 das Tapezierhandwerk und war sechs Jahre lang in diesem Gewerbe tätig, ehe er die Kunstschule seiner Heimatstadt unter Rudolf Hofmann besuchen konnte. Ab 1869 studierte er bei August von Kreling und Karl Raupp an der Nürnberger Akademie der Bildenden Künste und ab dem 4. November 1870 bei Wilhelm Diez an der Münchener Kunstakademie. Zu diesem Zeitpunkt war sein Vater, laut Angabe im Matrikelbuch, bereits verstorben. Unter der Anleitung von Diez machte er schnell Fortschritte, so dass er schon 1873 das Genrebild Der Spaziergang auf die Wiener Weltausstellung schicken konnte. 1874 wurde er zum Hilfslehrer an die Kunstakademie berufen. 1879 wurde von Löfftz zum Professor ernannt und übernahm Leitung der Malklasse als Diez von dieser Position zurücktrat. 1885 erhielt er ein Angebot auf die Berliner Kunstakademie zu wechseln, lehnte jedoch einen Wechsel ab. Er wurde 1891 als Nachfolger von Friedrich August von Kaulbach zum Direktor der Akademie gewählt, und bis 1896 wiedergewählt. Er musste seine Tätigkeit beenden, da er seit 1898 an einem Augenleiden litt.
Seine Tochter Marie Löfftz, später Kern-Löfftz, war ebenfalls künstlerisch tätig, vor allen Dingen im Bereich Plastik, aber auch als Malerin.
Zu seinen Schülern zählten unter anderem Anton Ažbe, Wilhelm Balmer, Hermann Barrenscheen, Wilhelm Claus, Lovis Corinth, Nikolaus Davis, Clemens Fränkel, Hermann Eugen Graf, Georgios Jakobides, Angelo Jank, Melchior Kern, Arthur Kurtz, Hans Olde, Ernst Oppler, Robert Poetzelberger, Paul Rieth, Paul Thiem, John Henry Twachtman, Charles Frederic Ulrich und Spyridon Vikatos.

## Werke (Auswahl)
Reinheit und Korrektheit der Zeichnung, meisterhafte Behandlung des Helldunkels und eine eingehende Charakteristik im Verein mit tiefer Empfindung sind die Vorzüge seiner Kunst. Seine Werke schließen sich in Form und Inhalt den niederländischen und deutschen Meistern des 16. und 17. Jahrhunderts an:

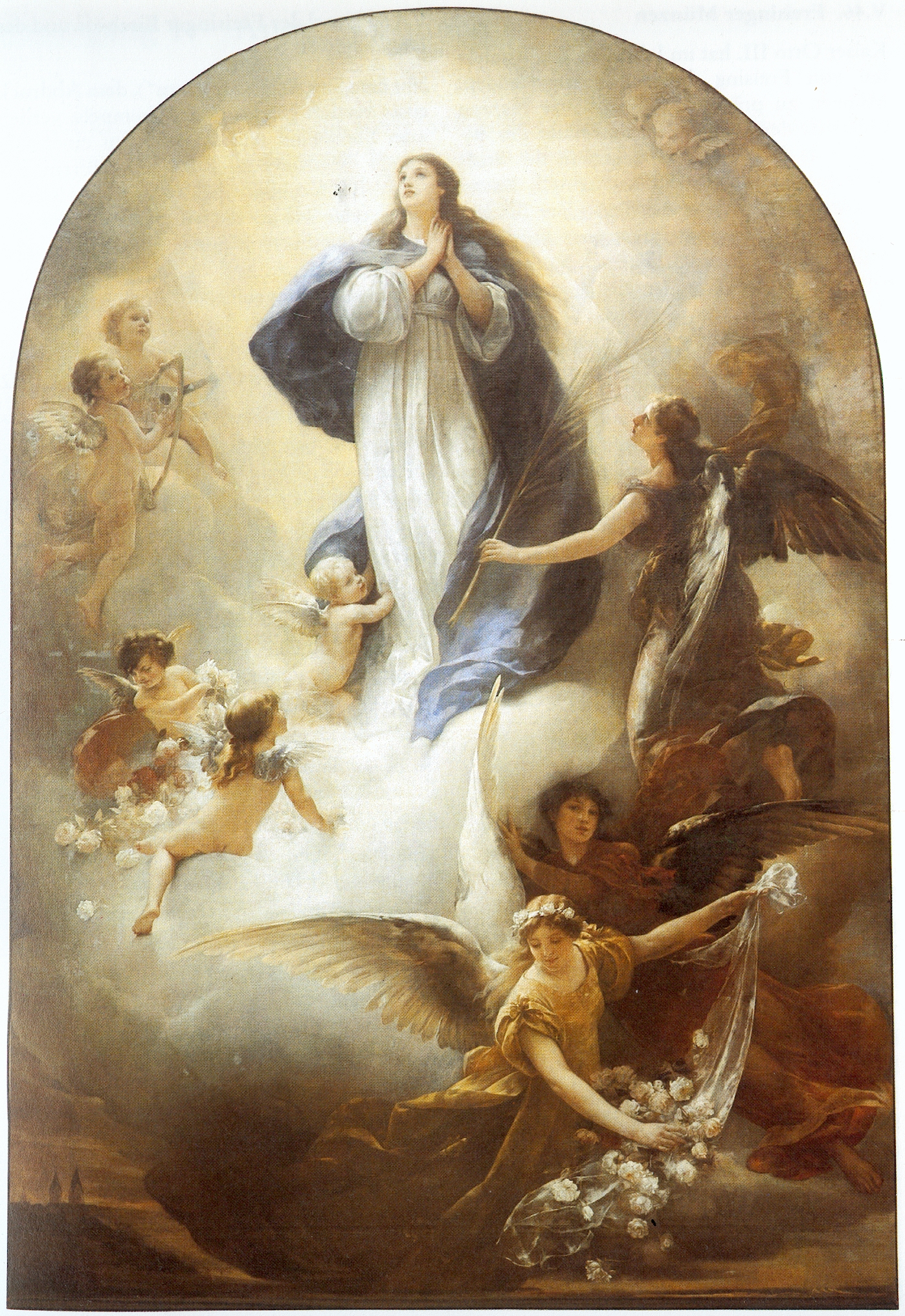
Himmelfahrt Mariens, 1888

- 1872: Trödelmarkt in München mit drei Figuren
- 1875: Heimkehr von der Jagd, Hessisches Landesmuseum Darmstadt
- 1876: Der orgelspielende Kardinal
- 1879: Geiz und Liebe, die an Holbein und Quintin Massys erinnernde Darstellung eines Geizhalses, der von einem Liebespaar umgeben ist[5]
- 1882: Erasmus von Rotterdam am Schreibtisch
- 1883: Pietà, auch Der Leichnam Christi (114 × 191 cm), für welche er die erste Medaille der Münchener Ausstellung erhielt
- 1890: Felsenlandschaft (40 × 78 cm)
- 1892: Bäuerin im Sonntagsstaat (275 × 220 cm), Städel Museum, Frankfurt
- 1898: Orpheus und Euridike, Neue Pinakothek, München das Gemälde wurde mit folgenden Worten kritisiert: „Orpheus und Euridike […] wirkt in dem großen Format leer; das gute zeichnerische Können vermag nicht über das unzureichende malerische Empfinden und den blassen Nachklang der englischen Präraffaeliten hinwegzutäuschen.“[6]

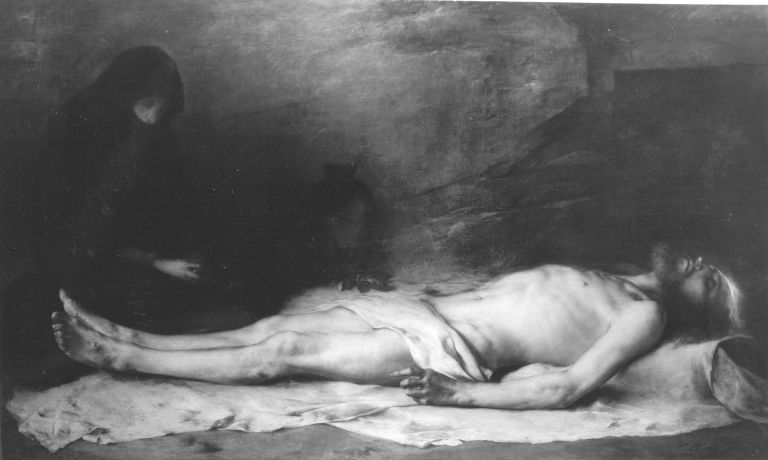
Der Leichnam Christi
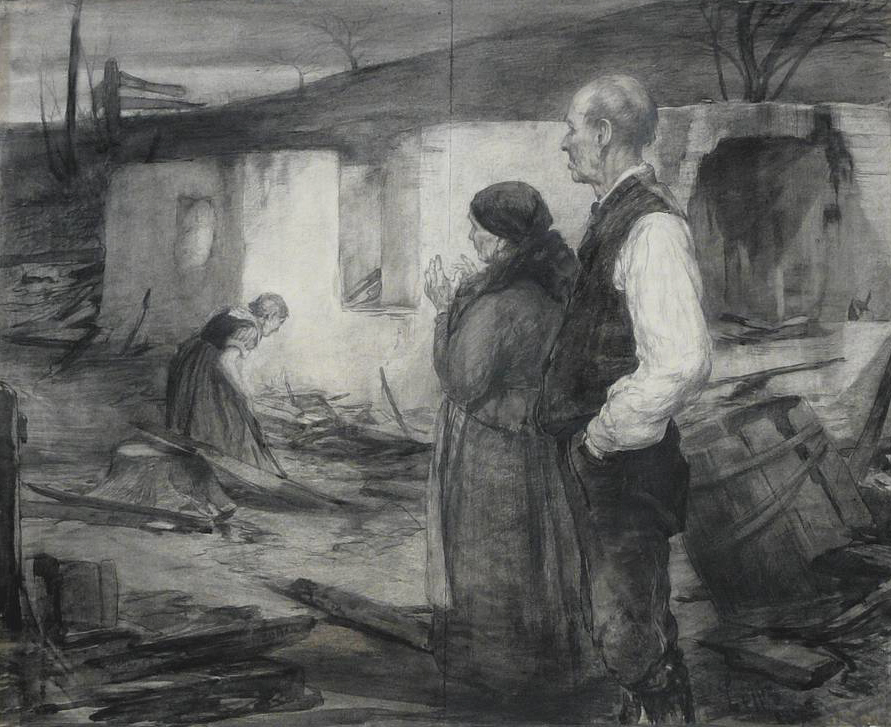
Am Bauernhaus, 1892
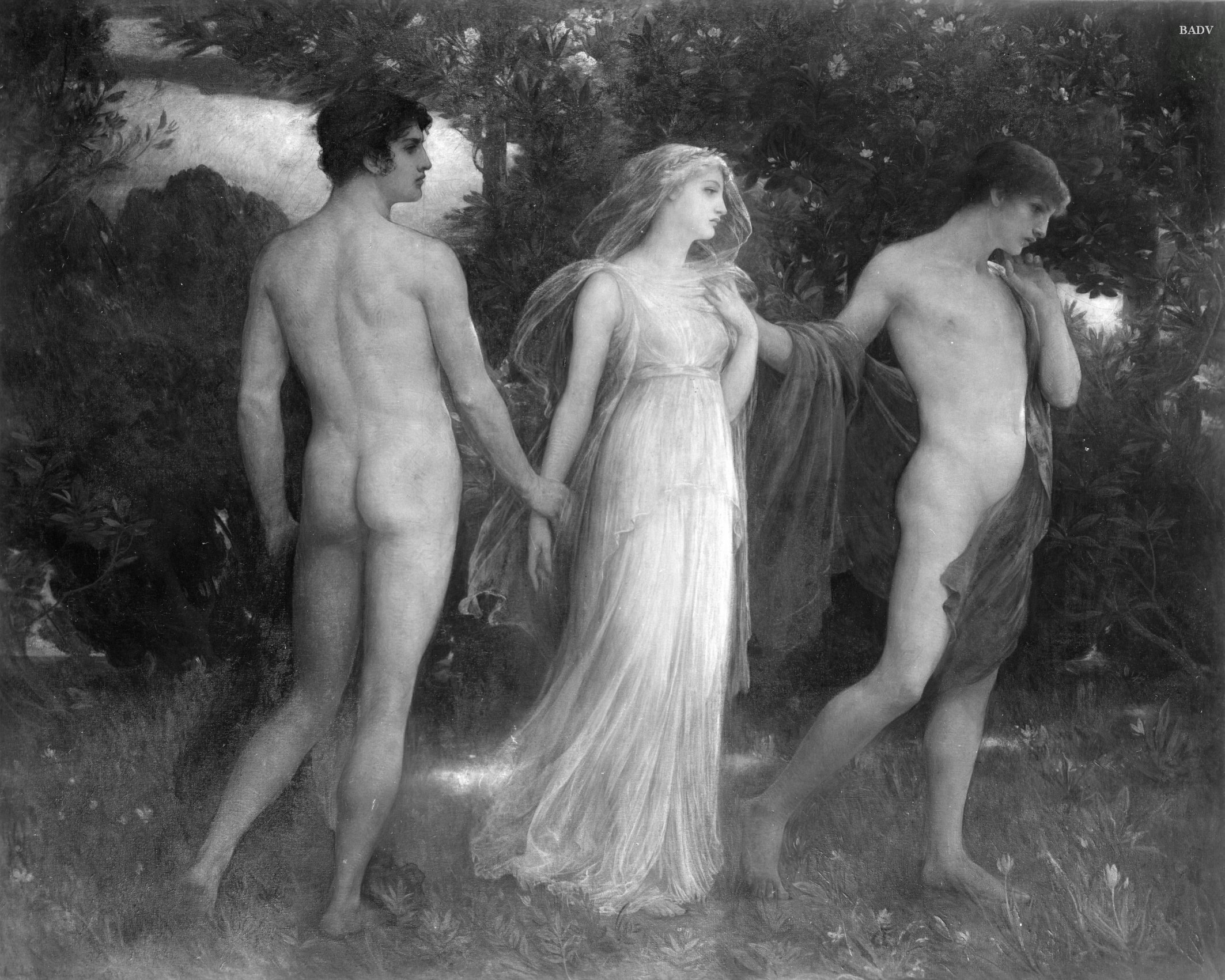
Orpheus und Eurydike

## Ehrungen (Auswahl)
- 1883: Goldene Staatsmedaille der Internationalen Ausstellung in München
- 1885: Goldene Medaille bei der Kunstausstellung in Antwerpen
- 1879: Ehrendiplom der Münchner Kunstakademie
- 1886: Ordentliches Mitglied der Berliner Kunstakademie
- 16. Dezember 1887: Verdienstorden vom Heiligen Michael II. Klasse (Ritter)[7]
- 1887: Bayerischer Maximiliansorden für Wissenschaft und Kunst Abteilung B „für Kunst“[8]
- Verdienstorden der Bayerischen Krone 3. Klasse (Komturkreuz)
- Prinz-Regent-Luitpold⸗Medaille in Silber
- Königlich Belgischer Leopoldsorden
- Orden von Oranien-Nassau 3. Klasse[9]
- 1888: Ehrenmitglied der Wiener Kunstakademie
- 1891: Goldene Staatsmedaille der Ausstellung in Wien
- 1893: Mitglied der Antwerpener Akademie
- In München wurde am 11. Dezember 1928 die „Löfftzstraße“ nach ihm benannt.[10]